# VAE-dirham
De VAE-dirham is de munteenheid van de Verenigde Arabische Emiraten.
De dirham bestaat uit 100 fils. Er zijn munten van 1, 5, 10, 25, 50 fils en van 1 dirham en bankbiljetten van 5, 10, 20, 50, 100, 200, 500 en 1000 dirham.